# Ana Jara
Ethel Ana del Rosario Jara Velásquez (ur. 11 maja 1968 w Ica) – peruwiańska polityk, premier Peru od 22 lipca 2014 do 2 kwietnia 2015.
W latach 2011–2012 była ministrem kobiet i rozwoju społecznego, w latach 2012–2014 była ministrem kobiet i wrażliwej ludności i w 2014 roku ministrem pracy.